# クヌース賞

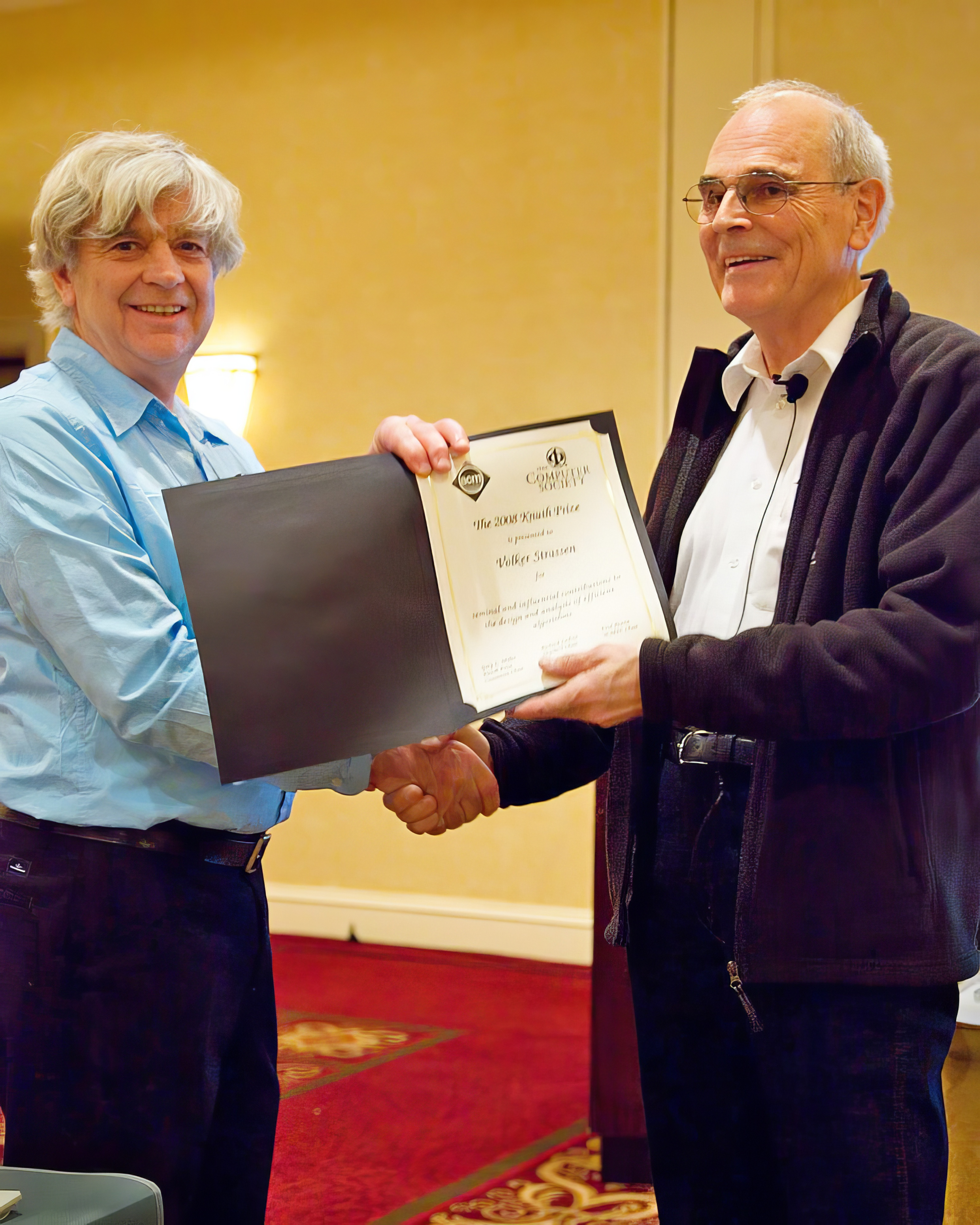
ゲイリー・ミラー（左）がフォルカー・シュトラッセン（右）に2008年のクヌース賞を授与しているところ

クヌース賞(英: Donald E.Knuth Prize)は、計算機科学の基礎に対する並外れた貢献に贈られる賞であり、ドナルド・クヌースの名を冠している。

## 歴史
1996年に創設。副賞は5,000ドル。ACM SIGACT と IEEE Computer Society のコンピューティングの数学的基礎に関する技術委員会が主催している。授賞式は ACM STOC と IEEE FOCS で交互に行っている。どちらも理論計算機科学の分野では最も権威ある学術会議である。
ゲーデル賞と対象分野が似ているが、ゲーデル賞が個々の論文に与えられるのに対して、クヌース賞は個人の業績全体に対して贈られるものである。

## 受賞者
- 1996年 - アンドリュー・チーチー・ヤオ
- 1997年 - レスリー・ヴァリアント
- 1999年 - ラースロー・ロヴァース
- 2000年 - ジェフリー・ウルマン
- 2002年 - クリストス・パパディミトリウ
- 2003年 - アイタイ・ミクローシュ（英語版）
- 2005年 - Mihalis Yannakakis
- 2007年 - ナンシー・リンチ
- 2008年 - フォルカー・シュトラッセン
- 2010年 - デイヴィッド・S・ジョンソン（英語版）
- 2011年 - Ravi Kannan[1]
- 2012年 – レオニード・レビン（英語版）[2]
- 2013年 – Gary Miller
- 2014年 – Richard J. Lipton
- 2015年 – László Babai
- 2016年 – Noam Nisan
- 2017年 – Oded Goldreich
- 2018年 – Johan Håstad
- 2019年 – アヴィ・ヴィグダーソン
- 2020年 – Cynthia Dwork
- 2021年 – Moshe Vardi
- 2022年 – ノガ・アロン
- 2023年 – Éva Tardos
- 2024年 – Rajeev Alur
- 2025年 – Micha Sharir